# Jarkko Oikarinen
Jarkko Oikarinen, znany jako WiZ (ur. 16 sierpnia 1967), fiński informatyk, twórca sieci IRC (Internet Relay Chat).
Pierwszy serwer i program kliencki napisał w sierpniu 1988, pracując na Uniwersytecie w Oulu. Miał on zastąpić program o nazwie MUT (MultiUser Talk) w fińskim BBS OuluBox.
W 1999 Oikarinen otrzymał stopień doktorski na Uniwersytecie w Oulu. Specjalizuje się w dziedzinie grafiki komputerowej i obrazowaniu medycznym.